# Maserati GranCabrio
Maserati GranCabrio — дводверний чотиримісний кабріолет, що виробляється компанією Maserati, який вперше представлений 2009 року в рамках Франкфуртського автосалону. Є версією Maserati GranTurismo. Основними конкурентами Гран Кабріо є Mercedes SL і Porsche 911 Cabriolet. 
В 2011 році на Женевському автосалоні була представлена нова версія з підвищеною керованістю і рівнем продуктивності — Maserati GranCabrio Sport. Версія GranCabrio Fendi, розроблена Сільвією Фенді (Silvia Venturini Fendi), була представлена в автосалоні у Франкфурті також в 2011. А в 2012 році на Паризькому автошоу вперше з'явилась GranCabrio MC.

## Опис
Для Гран Кабріо доступний тільки один вид двигуна — 4,7-літровий, 8-циліндровий мотор Ferrari/Maserati F136 Y V8, потужністю 435 к.с. Розгін до 100 км/год відбувається за 5 с., незалежно від моделі Sport або MC. Крутний момент цього силового агрегату 489/4750 Нм/(Об/хв). Витрата палива при їзді в місті дорівнює 23,3 л/100 км, по трасі — 10,6 л/100 км, при цьому показник витрати палива при змішаному циклі 15,3 л/100 км. Двигун працює в парі з 6-ступінчастою АКПП DSG, а автомобіль оснащується заднім приводом. 

## Огляд моделі

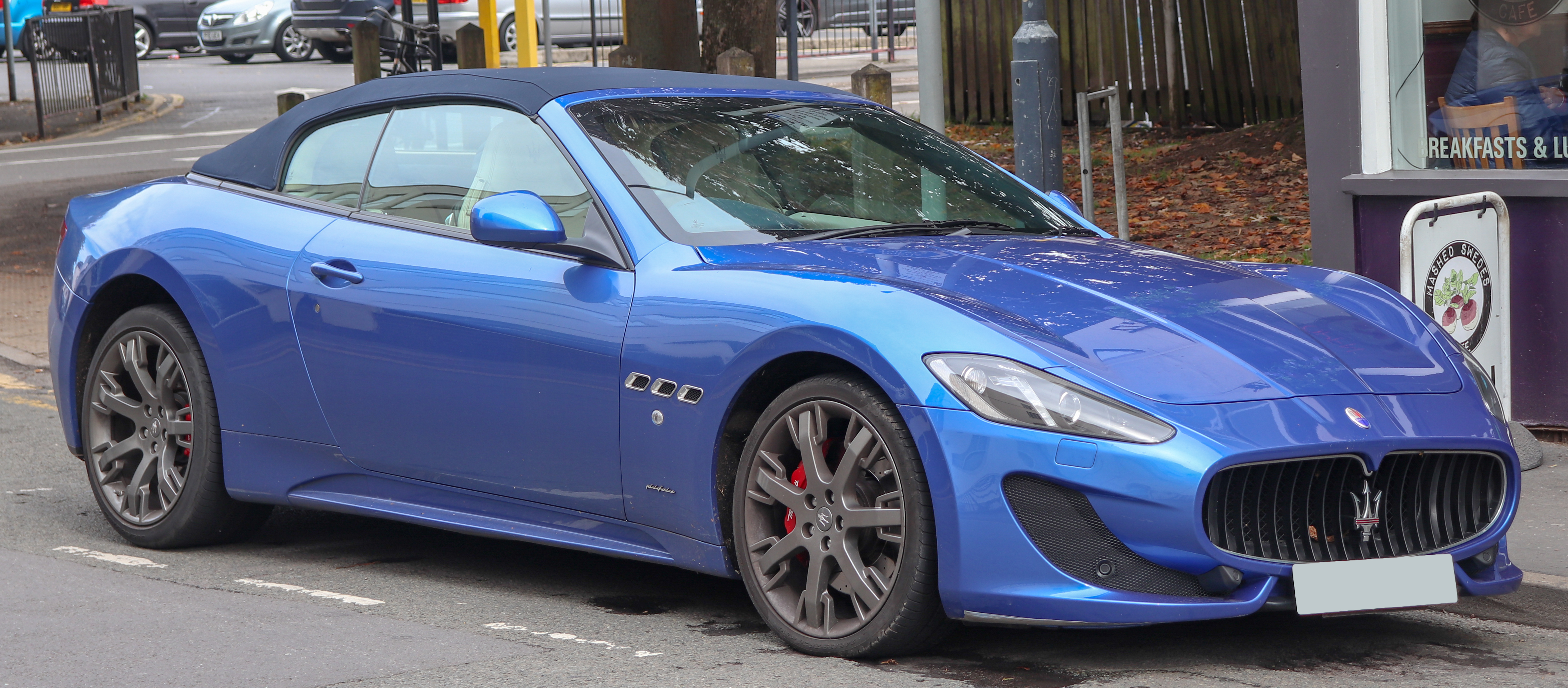
Maserati GranCabrio Sport
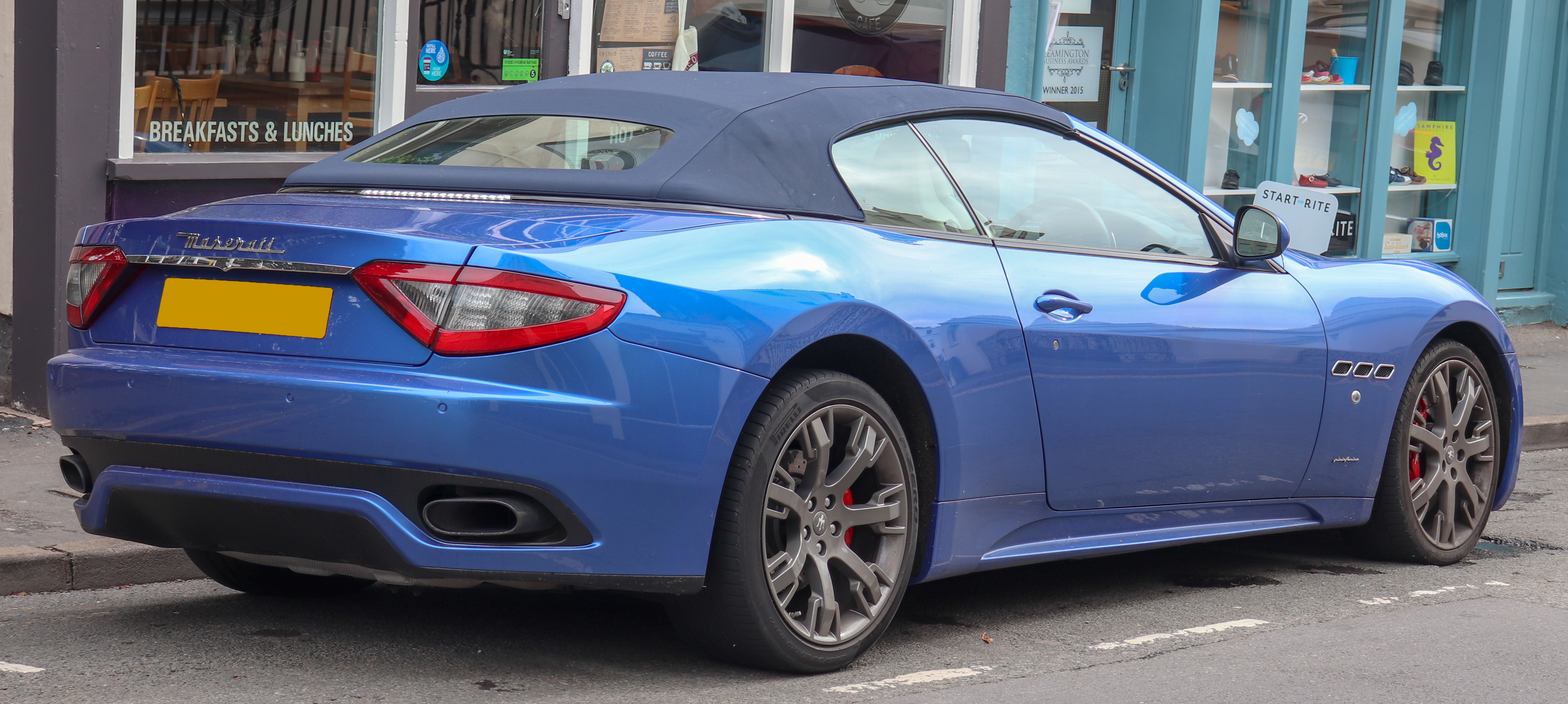
Maserati GranCabrio Sport
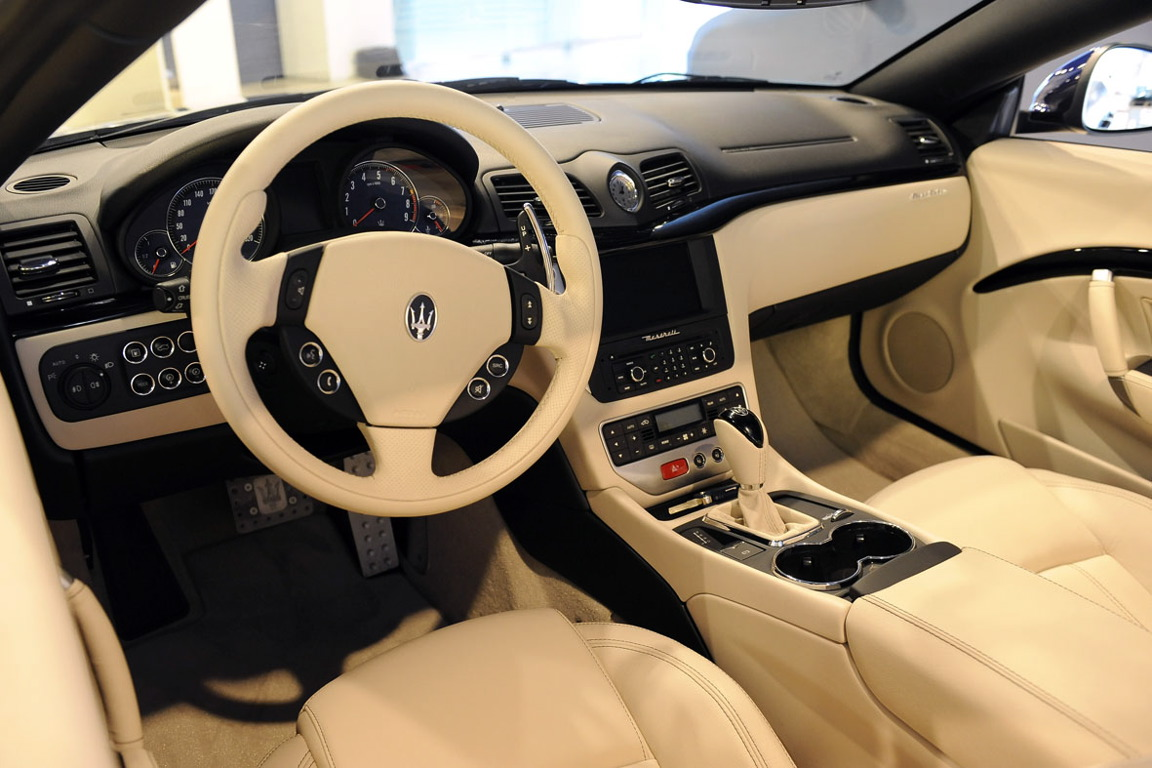
Maserati GranCabrio